# نايجل موني
نايجل موني (بالإنجليزية: Nigel Mooney)‏ هو عازف جاز أيرلندي، ولد في 12 أغسطس 1965 في دبلن في جمهورية أيرلندا.

## وصلات خارجية
- الموقع الرسمي